# División de Honor B de rugby 2019-20
La División de Honor B de rugby 2019-20 es la 22.ª edición de la segunda competición de rugby de España desde la reestructuración en 1998. El torneo es organizado por la Federación Española de Rugby, al igual que la máxima categoría.
Para esta temporada, la primera jornada se organizó para el 15 de septiembre, mientras que la última fecha de la categoría será el día 17 de mayo de 2020 según el calendario oficial. Aunque debido a la Pandemia de COVID-19 en España la Federación Española de Rugby decidió dar por terminada la temporada el 18 de mayo de 2020, manteniendo las últimas clasificaciones del 8 de marzo, al ver imposible disputar los partidos restantes.

## Sistema de competición
Al igual que en División de Honor, hay dos fases (una primera de 11 jornadas y una segunda de 5 jornadas) de liga regular más una eliminatoria. La primera fase consiste en una liga regular (todos contra todos) a una vuelta. Finalizada dicha primera vuelta de liga regular se disputará la segunda fase. Se constituirán dos grupos de 6 equipos (los 6 primeros o Grupo A: del 1o al 6o y los 6 siguientes o Grupo B: del 7o al 12o de acuerdo a lo que establece el Reglamento de Partidos y Competiciones para ligas a una vuelta) que disputarán una segunda fase de 5 jornadas también mediante sistema de liga regular (todos contra todos) a una vuelta. Los resultados y puntos conseguidos en la primera fase entre los equipos clasificados para el mismo grupo se arrastrarán a la segunda. En el caso de que al finalizar la misma hubiera equipos empatados, los mismos se resolverán de acuerdo a lo que establece el Reglamento de Partidos y Competiciones para ligas a doble vuelta.
Tras la finalización de las dos primeras fases, ocho equipos, los dos primeros de cada grupo junto con los dos mejores terceros participarán en la Fase de Ascenso a División de Honor, que se disputará por sistema de eliminatorias a una vuelta. Se establecerá un ranking del 1o al 8o de acuerdo con la clasificación habida en cada grupo. En todas las eliminatorias los encuentros se disputarán en los campos de los equipos con mejor ranking del orden inicial (es decir tras la segunda fase de liga regular). El equipo ganador ascenderá a División de Honor en la temporada 2020/21. El perdedor jugará una eliminatoria de promoción a un partido en campo neutral (cuya sede será decidida por ambos equipos de mutuo acuerdo y quienes asumirán también, al 50%, todos los gastos organizativos del mismo) contra el equipo clasificado en 11 o lugar de División de Honor.
El último clasificado de cada grupo descenderá a categoría regional. El penúltimo jugará una promoción a un partido con el 2o clasificado de la Fase de Ascenso de regional a División de Honor B. El encuentro se disputará en el campo del equipo de División de Honor B.

### Sistema de puntuación
- Cada victoria suma 4 puntos.
- Cada empate suma 2 puntos.
- Cuatro ensayos en un partido suma 1 punto de bonus.
- Perder por una diferencia de siete puntos o inferior suma 1 punto de bonus.

## Equipos participantes

### Grupo A (Norte)
| Equipo                              | Ciudad            | Entrenador   | Estadio                         | Capacidad |
| ----------------------------------- | ----------------- | ------------ | ------------------------------- | --------- |
| AVIA Eibar R. T.                    | Éibar             | Bandera de ? | Polideportivo de Ipurua         | 1000      |
| Uribealdea R. K. E.                 | Munguía / Plencia | Bandera de ? | Ardanzas Park                   | 2000      |
| Getxo R. T.                         | Guecho            | Bandera de ? | Ciudad Deportiva de Fadura      | 1000      |
| Babyauto Zarautz R. T.              | Zarauz            | Bandera de ? | Campo de rugby Asti             | 800       |
| Gaztedi R. T.                       | Vitoria           | Bandera de ? | Polideportivo Parque de Gamarra | 1000      |
| Universitario Bilbao Rugby          | Bilbao            | Bandera de ? | Polideportivo Errekalde         | 400       |
| AVK Bera Bera R. T.                 | San Sebastián     | Bandera de ? | Miniestadio de Anoeta           | 1262      |
| Bizkaia Gernika R. T.               | Guernica y Luno   | Bandera de ? | Complejo deportivo Urbieta      | 1500      |
| Campus Universitario Ourense R. C.  | Orense            | Bandera de ? | Campus Universitario de Orense  | ?         |
| Kaleido Universidades de Vigo R. C. | Vigo              | Bandera de ? | Campo de rugby do CUVI          | 500       |
| Pasek Belenos R. C.                 | Avilés            | Bandera de ? | Estadio Santa Bárbara           | 3000      |
| Real Oviedo Rugby                   | Oviedo            | Bandera de ? | Campo de rugby El Naranco       | 600       |

### Grupo B (Este-Levante)
| Equipo                               | Ciudad                              | Entrenador   | Estadio                                                               | Capacidad |
| ------------------------------------ | ----------------------------------- | ------------ | --------------------------------------------------------------------- | --------- |
| C. R. Sant Cugat                     | San Cugat del Vallés (Barcelona)    | Bandera de ? | ZEM La Guinardera                                                     | 500       |
| R. C. L'Hospitalet                   | Hospitalet de Llobregat (Barcelona) | Bandera de ? | Campo de rugby Feixa Llarga                                           | 300       |
| C. N. Poble Nou                      | Pueblo Nuevo (Barcelona)            | Bandera de ? | C. E. M. Mar Bella                                                    | 100       |
| Barcelona U. C.                      | Barcelona                           | Bandera de ? | La Foixarda                                                           | 1200      |
| C. R. La Vila                        | Villajoyosa                         | Bandera de ? | Campo de rugby El Pantano                                             | 1550      |
| CAU Valencia                         | Valencia                            | Bandera de ? | Campo de rugby del Río Turia                                          | 500       |
| ANDEMEN Tatami R. C.                 | Valencia                            | Bandera de ? | Campo de rugby del Río Turia                                          | 500       |
| C. P. Les Abelles                    | Valencia                            | Bandera de ? | Campos de Rugby Jorge Diego Pantera, Polideportivo de Quatre Carreres | 1296      |
| R. C. Valencia                       | Valencia                            | Bandera de ? | Campos de Rugby Jorge Diego Pantera, Polideportivo de Quatre Carreres | 1296      |
| Universidad San Jorge Fénix Zaragoza | Zaragoza                            | Jorge Molina | C. D. M. David Cañada                                                 | 1000      |
| XV Rugby Murcia                      | Murcia                              | Bandera de ? | Estadio Monte Romero                                                  | 3000      |
| XV Barbarians Calviá                 | Calviá                              | Bandera de ? | Campo de rugby Son Caliu                                              | 500       |

### Grupo C (Centro-Sur)
| Equipo                                         | Ciudad                       | Entrenador          | Estadio                             | Capacidad |
| ---------------------------------------------- | ---------------------------- | ------------------- | ----------------------------------- | --------- |
| CRC Pozuelo – Universidad Francisco de Vitoria | Pozuelo de Alarcón (Madrid)  | José Antonio Barrio | Valle de las Cañas                  | 500       |
| CAU Madrid                                     | Orcasitas (Madrid)           | Bandera de ?        | Campo de rugby Orcasitas            | 500       |
| XV Hortaleza R. C.                             | Hortaleza (Madrid)           | Bandera de ?        | Campo de rugby de Hortaleza         | 500       |
| A. D. Ing. Industriales Las Rozas              | Las Rozas de Madrid (Madrid) | Bandera de ?        | Campo de rugby El Cantizal          | 400       |
| C. D. Arquitectura                             | Madrid                       | Bandera de ?        | Estadio Nacional Complutense        | 12 400    |
| C. R. Liceo Francés                            | Madrid                       | Bandera de ?        | Estadio Ramon Urtubi                | 500       |
| U. R. Almería Playcar                          | Almería                      | Bandera de ?        | Campo municipal de rugby Juan Rojas | 3000      |
| Jaén Rugby                                     | Jaén                         | Bandera de ?        | Campo de rugby Las Lagunillas       | 400       |
| C. R. Málaga                                   | Málaga                       | Bandera de ?        | Estadio Ciudad de Málaga            | 7562      |
| C. A. R. Coanda Sevilla                        | Sevilla                      | Bandera de ?        | Polideportivo San Pablo             | 5000      |
| Andalucía Bulls Marbella R. C.                 | Marbella                     | Bandera de ?        | Estadio municipal Bahías Park       | 1000      |
| Extremadura C. A. R. Cáceres                   | Cáceres                      | Bandera de ?        | C. D. El Cuartillo                  | 1134      |

## Grupos

### Grupo A
|                                                                 | Equipo                             | J  | G  | E | P  | TF   | TC  | DT   | EF  | EC  | BO | BD | Puntos |
| --------------------------------------------------------------- | ---------------------------------- | -- | -- | - | -- | ---- | --- | ---- | --- | --- | -- | -- | ------ |
| 1                                                               | Getxo R. T.                        | 21 | 19 | 0 | 2  | 1015 | 226 | 789  | 161 | 33  | 17 | 2  | 95     |
| 2                                                               | Bizkaia Gernika R. T.              | 20 | 18 | 0 | 2  | 850  | 313 | 537  | 124 | 39  | 14 | 2  | 88     |
| 3                                                               | Campus Universitario Ourense R. C. | 20 | 12 | 1 | 7  | 568  | 517 | 51   | 82  | 68  | 5  | 3  | 58     |
| 4                                                               | Babyauto Zarautz R. T.             | 20 | 9  | 2 | 9  | 420  | 391 | 29   | 53  | 55  | 4  | 3  | 47     |
| 5                                                               | Pasek Belenos R. C.                | 20 | 9  | 0 | 11 | 488  | 530 | -42  | 62  | 75  | 4  | 5  | 45     |
| 6                                                               | Uribealdea R. K. E.                | 21 | 10 | 1 | 10 | 403  | 516 | -113 | 56  | 75  | 0  | 1  | 43     |
| 7                                                               | Kaleido Universidade de Vigo R. C. | 20 | 9  | 1 | 10 | 424  | 558 | -134 | 56  | 77  | 2  | 2  | 42     |
| 8                                                               | Universitario Bilbao Rugby         | 20 | 9  | 0 | 11 | 369  | 596 | -227 | 51  | 82  | 1  | 4  | 41     |
| 9                                                               | AVK Bera Bera R. T.                | 21 | 7  | 0 | 14 | 483  | 522 | -39  | 68  | 74  | 3  | 8  | 39     |
| 10                                                              | Gaztedi R. T.                      | 21 | 7  | 0 | 14 | 321  | 567 | -246 | 42  | 77  | 1  | 4  | 33     |
| 11                                                              | AVIA Eibar R. T.                   | 21 | 7  | 2 | 12 | 369  | 669 | -300 | 50  | 100 | 1  | 0  | 33     |
| 12                                                              | Real Oviedo Rugby                  | 21 | 3  | 1 | 17 | 396  | 701 | -305 | 52  | 102 | 0  | 8  | 22     |
| Fuente: Federación Española de Rugby (actualización automática) |                                    |    |    |   |    |      |     |      |     |     |    |    |        |

J:Jugados / G:Ganados / E:Empatados / P:Perdidos / TF:Tantos a Favor / TC:Tantos en Contra / DT:Diferencia / EF:Ensayos Favor / EC:Ensayos Contra / BO:Bonus Ofensivo / BD:Bonus Defensivo

### Grupo B
|                                                                 | Equipo                      | J  | G  | E | P  | TF   | TC   | DT    | EF  | EC  | BO | BD | Puntos |
| --------------------------------------------------------------- | --------------------------- | -- | -- | - | -- | ---- | ---- | ----- | --- | --- | -- | -- | ------ |
| 1                                                               | C. P. Les Abelles           | 21 | 19 | 0 | 2  | 1001 | 229  | 772   | 150 | 34  | 16 | 2  | 94     |
| 2                                                               | CAU Valencia                | 21 | 19 | 0 | 2  | 978  | 272  | 706   | 148 | 34  | 13 | 1  | 90     |
| 3                                                               | Universidad San Jorge Fénix | 21 | 17 | 0 | 4  | 980  | 253  | 727   | 133 | 34  | 11 | 3  | 82     |
| 4                                                               | C. R. La Vila               | 21 | 16 | 0 | 5  | 839  | 320  | 519   | 125 | 39  | 11 | 2  | 77     |
| 5                                                               | R. C. L'Hospitalet          | 20 | 13 | 1 | 6  | 741  | 474  | 267   | 99  | 67  | 7  | 1  | 62     |
| 6                                                               | C. N. Poble Nou             | 21 | 12 | 0 | 9  | 588  | 578  | 10    | 89  | 85  | 6  | 0  | 54     |
| 7                                                               | C. R. Sant Cugat            | 21 | 7  | 1 | 13 | 435  | 602  | -167  | 63  | 84  | 3  | 2  | 35     |
| 8                                                               | XV Babarians Calviá         | 20 | 5  | 1 | 14 | 483  | 611  | -128  | 71  | 84  | 4  | 6  | 32     |
| 9                                                               | R. C. Valencia              | 21 | 6  | 0 | 15 | 474  | 717  | -243  | 69  | 104 | 3  | 3  | 30     |
| 10                                                              | ANDEMEN Tatami R. C.        | 21 | 6  | 0 | 15 | 464  | 1005 | -541  | 64  | 153 | 2  | 1  | 27     |
| 11                                                              | Barcelona U. C.             | 21 | 3  | 1 | 17 | 386  | 768  | -382  | 44  | 108 | 1  | 4  | 19     |
| 12                                                              | XV Rugby Murcia             | 21 | 0  | 0 | 21 | 115  | 1655 | -1540 | 19  | 248 | 0  | 0  | 0      |
| Fuente: Federación Española de Rugby (actualización automática) |                             |    |    |   |    |      |      |       |     |     |    |    |        |

J:Jugados / G:Ganados / E:Empatados / P:Perdidos / TF:Tantos a Favor / TC:Tantos en Contra / DT:Diferencia / EF:Ensayos Favor / EC:Ensayos Contra / BO:Bonus Ofensivo / BD:Bonus Defensivo

### Grupo C
|                                                                 | Equipo                                         | J  | G  | E | P  | TF  | TC  | DT   | EF  | EC  | BO | BD | Puntos |
| --------------------------------------------------------------- | ---------------------------------------------- | -- | -- | - | -- | --- | --- | ---- | --- | --- | -- | -- | ------ |
| 1                                                               | Jaén Rugby                                     | 21 | 20 | 0 | 1  | 893 | 266 | 627  | 127 | 35  | 15 | 0  | 95     |
| 2                                                               | A. D. Ing. Industriales Las Rozas              | 21 | 19 | 0 | 2  | 967 | 399 | 568  | 143 | 46  | 16 | 1  | 93     |
| 3                                                               | CRC Pozuelo – Universidad Francisco de Vitoria | 21 | 18 | 0 | 3  | 996 | 299 | 697  | 146 | 38  | 14 | 2  | 88     |
| 4                                                               | CAU Madrid                                     | 21 | 15 | 0 | 6  | 749 | 414 | 335  | 109 | 58  | 13 | 3  | 76     |
| 5                                                               | U. R. Almería Playcar                          | 21 | 11 | 0 | 10 | 542 | 557 | -15  | 77  | 77  | 6  | 1  | 51     |
| 6                                                               | C. R. Liceo Francés                            | 21 | 9  | 0 | 12 | 437 | 539 | -102 | 51  | 72  | 3  | 2  | 41     |
| 7                                                               | Extremadura C. A. R. Cáceres                   | 21 | 9  | 0 | 12 | 461 | 633 | -172 | 63  | 95  | 3  | 2  | 41     |
| 8                                                               | C. R. Málaga                                   | 21 | 7  | 0 | 14 | 484 | 752 | -268 | 62  | 108 | 3  | 3  | 34     |
| 9                                                               | C. A. R. Coanda Sevilla                        | 21 | 7  | 0 | 14 | 419 | 701 | -282 | 57  | 101 | 2  | 1  | 31     |
| 10                                                              | Andalucía Bulls Marbella R. C.                 | 21 | 5  | 0 | 16 | 425 | 801 | -376 | 62  | 111 | 3  | 4  | 27     |
| 11                                                              | C. D. Arquitectura                             | 21 | 5  | 0 | 16 | 332 | 761 | -429 | 45  | 110 | 1  | 1  | 22     |
| 12                                                              | XV Hortaleza R. C.                             | 21 | 1  | 0 | 20 | 289 | 872 | -583 | 42  | 133 | 1  | 2  | 7      |
| Fuente: Federación Española de Rugby (actualización automática) |                                                |    |    |   |    |     |     |      |     |     |    |    |        |

J:Jugados / G:Ganados / E:Empatados / P:Perdidos / TF:Tantos a Favor / TC:Tantos en Contra / DT:Diferencia / EF:Ensayos Favor / EC:Ensayos Contra / BO:Bonus Ofensivo / BD:Bonus Defensivo
- Debido a la Pandemia de COVID-19 en España la Federación Española de Rugby decidió dar por terminada la temporada con 21 jornadas disputadas (aunque algunos partidos de esa jornada no se disputaron ya que habían sido aplazados), descendiendo directamente el Real Oviedo Rugby del Grupo A, XV Rugby Murcia del grupo B, XV Hortaleza R. C. del grupo C y ascendiendo el Getxo R. T. por ser el mejor primero (por diferencia de puntos anotados) de los tres grupos de la segunda categoría.[5]